# アイラット・イシュムラトフ
アイラット・ イシュムラトフ（Airat Rafailovich Ichmouratov, 1973年6月28日)  は  ロシア系カナダ人の作曲家、指揮者、クレズマーのクラリネット奏者。彼は、モントリオールに拠点を置くヌーヴェル・ゲネラスィオン室内楽団における指揮者および作曲家、クレズマー集団Kleztoryのクラリネット奏者、カナダ、ケベック所在のラバル大学の客員教授である。

## 若齢期
イシュムラトフは、ロシア、タタールスタン共和国の首都であり、同国最大の都市であるカザンで生まれ育つ。カザン音楽学校N3、カザン音楽大学、そしてカザン芸術学校にてクラリネットを学び1996年に卒業。

## キャリア
1998年には、イシュムラトフはカナダのモントリオールに移住し、モントリオール大学にて修士号を獲得。 

### 指揮者
モントリオール大学での指揮の博士号の獲得（2005年）後、イシュムラトフの指揮者としての最初の仕事はケベック市に拠点を置く室内楽団レ・ヴィオロン・ドゥ・ロイでのものであった。ここで彼はバーナード・ラバディーの指揮補佐を担当。イシュムラトフは、2009〜2011年の間ケベック・シンフォニー・オーケストラの専属指揮者に任命されている。同期間にはイスラエル出身の指揮者兼作曲家ヨアフ・タルミのサポートを担当。 

### Kleztory

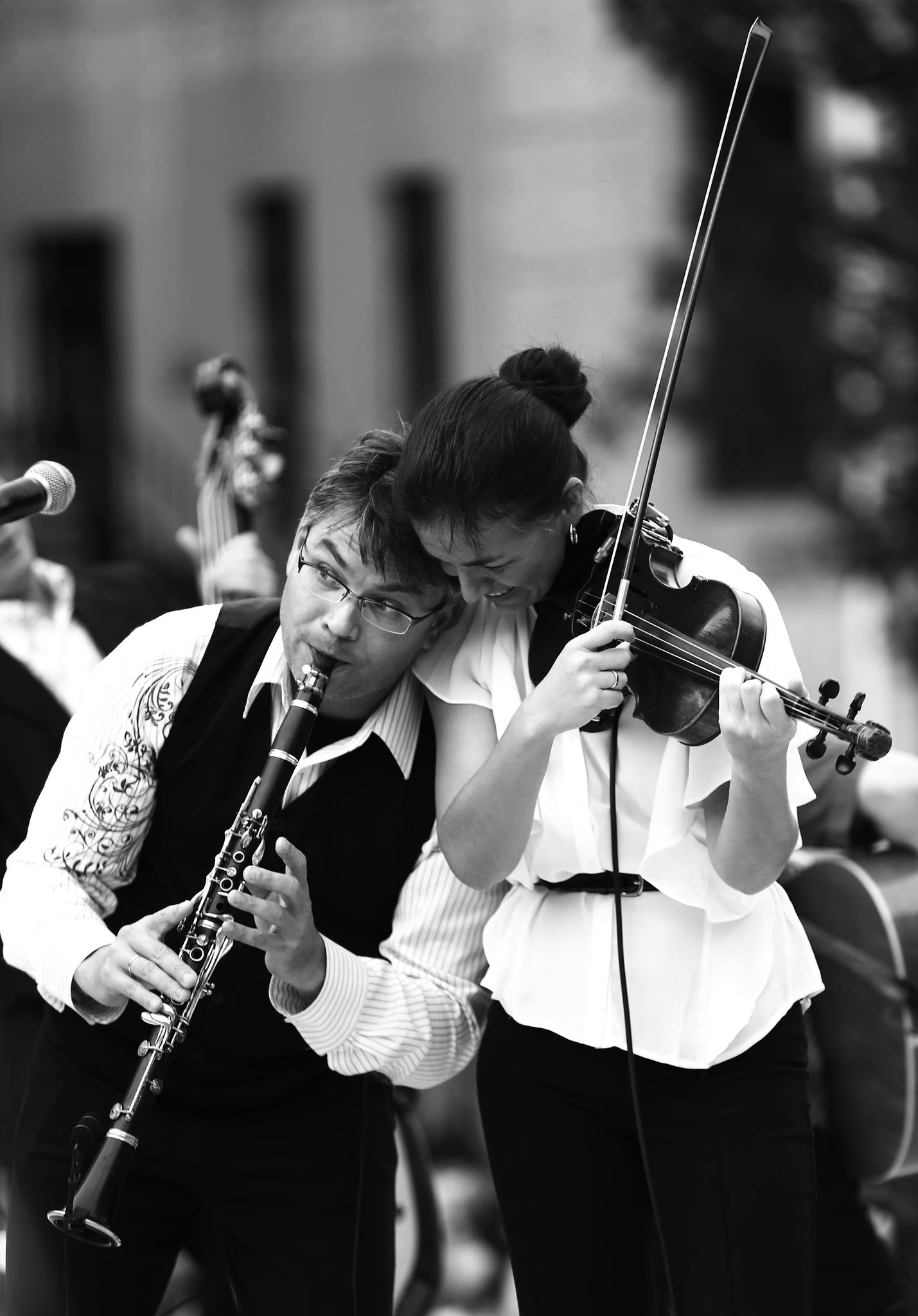
（2013年8月）中国、上海にて Kleztoryの演奏を行なうアイラット・イシュムラトフとエルヴィラ・ミスバコヴァ

2000年に、イシュムラトフはクレズマー集団Kleztoryに加入、クラリネットを演奏し、加えて作曲と編曲も担当している。

### 作曲家
アイラット・イシュムラトフの音楽は、 マキシム・ヴェンゲーロフ、ケベック・シンフォニー・オーケストラ、オーケストラ・メトロポリタン、台北市立交響曲団、アマデウス室内楽団ポリッシュ・ラジオ をはじめとして、世界中のあらゆる国で演奏されている。

## ディスコグラフィー
- Klezmer music, Kleztory (2002)
- Barber,Copland ,Britten,Bruch ,Kazan Chamber Orchestra La Primavera , Ak Bars (2002)[12]
- Klezmer, Kleztory, Yuli Turovsky & I Musici de Montreal Chamber Orchestra, Chandos Records (2004)[13]
- Nomade, Kleztory, Opus Award winner 2007, Amerix (2007)[14]
- Shostakovich,Weinberg, Ichmouratov, I Musici de Montreal Chamber Orchestra, Analekta (2008)[15]
- Symphonique , Le Vent du Nord et Quebec Symphony Orchestra , CBC (2010)[16]
- Carte Postale, Alcan Quartet, ATMA Classique (2011)[17]
- Beethoven, Violin Concerto (cadensen door Ichmouratov), Symphony No. 7 , Alexandre Da Costa, Taipei Symphony Orchestra, Warner Classics (2013)[18]
- Arrival, Kleztory , Amerix(2014)